# Ferzan Özpetek
Ferzan Özpetek, född 3 februari 1959 i Istanbul, är en italiensk-turkisk filmregissör och manusförfattare.

## Biografi
Ferzan Özpetek flyttade 1976 till Italien för att studera filmhistoria på Sapienza – Università di Roma. Han avslutade sina studier efter att ha studerat konstvetenskap och kläddesign på Accademia Navona och kurser i regi vid Accademia d'Arte drammatica Silvio D'Amico.
Efter en tid vid Julian Becks Living Theatre, började han arbeta med film, till en början som regiassistent för Massimo Troisi, Maurizio Ponzi, Ricky Tognazzi, Sergio Citti och Francesco Nuti. Han första arbete var som regiassistent för Troisis film Scusate il ritardo, följt av Ponzis Sono contento, där han även har en liten roll som “madonnaro”.
Han debuterade som regissör med Det turkiska badet, en italiensk, spansk och turkisk samproduktion. Filmen, som hade premiär i maj 1997, presenterades på den femtionde filmfestivalen i Cannes under avdelningen Quinzaine des Realisateurs. Filmen visades även på andra internationella festivaler och distribuerades till mer än 20 länder.
År 1999 regisserade han Harem Suare, som utspelar sig i Turkiet. Den handlar om den olyckliga kärlekshistorien mellan sultanens favorit, Safiye, och eunucken Nadir, med det osmanska rikets fall som fond. Manuset skrevs av Özpetek i samarbete med Gianni Romoli, som även producerade filmen i samarbete med Tilde Corsi och deras produktionsbolag R&C Produzioni. Den hade premiär under avdelningen Un certain regard vid filmfestivalen i Cannes, samt London Film Festival och Toronto International Film Festival.
År 2001, regisserade Özpetek Le fate ignoranti, med Margherita Buy och Stefano Accorsi i huvudrollerna, en film som på ett lättillgängligt sätt behandlar komplexa teman kring otrohet, HBT-relaterade frågeställningar och om hur vänner i "den utvidgade familjen" ibland kan betyda mer som stöd än kärnfamiljen. Filmen belönades med ett stort antal priser, bland annat tre  Globi d'oro och fyra Nastro d'Argento.
Följande film blev La finestra di fronte (2003). I rollistan fanns bland andra Giovanna Mezzogiorno, Roul Bova, Filippo Nigro och Massimo Girotti. Filmen fick många pris, bland annat: fem David di Donatello, fyra Ciak d’Oro och tre Globi d'oro. Filmens framgång i Italien och stora delar av Europa gjorde att den distribuerades i Nordamerika av  Sony Pictures Classics.
Återigen i samarbete med producenterna Gianni Romoli och Tilde Corsi regisserade Özpetek 2005 Cuore sacro (Det heliga hjärtat), som fick tolv utmärkelser vid David di Donatello, där Barbora Bobulova belönades med priset för Bästa kvinnliga skådespelare.
Özpeteks nästa film Saturno contro, hade premiär 2007. Rollistan är lång med bland andra: Pierfrancesco Favino, Luca Argentero, Isabella Ferrari och Ambra Angiolini, men även Margherita Buy och Stefano Accorsi som han hade arbetat med tidigare i Le fate ignoranti. Filmen vann fyra  Ciak d’oro, fem Globi d'oro och fyra Nastro d'Argento. Angiolini, som debuterade i filmen, belönades av David di Donatello  för Bästa kvinnliga biroll.
Samma år satt Özpetek i jurun vid den 64:e filmfestivalen i Venedig. Han regisserade även reklamfilmer, bland annat för AIRL (den italienska bröstcancerfonden) med Isabella Ferrari.
År 2008 avslutade Özpetek sitt samarbete med producenterna Romoli och Corsi, och påbörjade ett nytt med Domenico Procacci och hans produktionsbolag Fandango. Det blev också första gången som han arbetade med en film som inte baserade sig på ett originalmanus av egen hand. Filmen utgår från en roman skriven av  Melania Gaia Mazzucco med namnet Un giorno perfetto (En perfekt dag). Filmversionen av Un giorno Perfetto rollbesattes med bl.a. Isabella Ferrari och Valerio Mastandrea. Den hade premiär på den 65:e filmfestivalen i Venedig. Den drog in drygt 30 miljoner kronor på biograferna.
År 2008 tillägnades Özpetek en retrospektiv utställning på Museum of Modern Art i New York, som beskrev alla hans filmer. Endast ett fåtal italienska regissörer har förärats detta.
Under april 2009 regisserade han en kortfilm kallad Nonostante tutto è Pasqua, en del av projektet  L'Aquila 2009 - Cinque registi tra le macerie, där ett flertal regissörer tog sig an ämnet 2009 års jordbävning i L'Aquila. Özpeteks kortfilm tillägnades Alessandra Cora, en sångerska in spe, som dog i spillrorna av sitt eget hem.
Hans nästa film En italiensk familj på gränsen till sammanbrott hade premiär 2010. Den skrevs i samarbete med Ivan Cotroneo och i rollerna ses Riccardo Scamarcio, Alessandro Preziosi, Nicole Grimaudo och Ennio Fantastichini. Det är en komedi vars ramberättelse handlar om familjeangelägenheter hos en affärsfamilj i staden Lecce, med den personliga friheten och kärlekens olika ansikten som tema. Filmen är unik såtillvida att Özpetek sällan har gjort någon film som utspelar sig utanför Rom, som står honom nära. Den 22 maj 2010 förärades Özpetek hedersmedborgarskap av staden Lecce. Efter en prekvalificering hade filmen premiär på den 70:e Berlinale och på 2010 års Tribeca Film Festival, där den fick juryns hedersomnämnande för bästa handling.
År 2011 tillfrågades Özpetek att regissera Verdis opera La Traviata på Teatro di San Carlo, vilket han accepterade att genomföra under 2012.

## Filmografi i urval
- 1997 – Det turkiska badet
- 1999 – Harem Suare
- 2001 – Le fate ignoranti
- 2003 – La finestra di fronte
- 2005 – Cuore sacro
- 2007 – Saturno contro
- 2008 – Un giorno perfetto
- 2010 – En italiensk familj på gränsen till sammanbrott
- 2012 – Magnifica presenza
- 2014 – Allacciate le cinture
- 2017 – Istanbul Kirmizisi
- 2017 – Napoli velata